# Magistrat (Schweiz)
Der Magistrat (lateinisch magistratus «Obrigkeit») ist in der Schweiz die Bezeichnung der höchsten Staatsfunktionäre («Magistraten»). Die Bundesräte, der Bundeskanzler sowie die Bundesrichter sind «Magistratspersonen» im Sinne von Artikel 1 des Bundesgesetzes über Besoldung und berufliche Vorsorge der Magistratspersonen vom 6. Oktober 1989 (SR 172.121). Entsprechendes gilt für die höchsten Staatsfunktionäre auf kantonaler Ebene.